# Виценец, Виталий Владимирович
Вита́лий Влади́мирович Вицене́ц (укр. Віталій Володимирович Віценець; род. 3 августа 1990[…], Першотравенск, Днепропетровская область) — украинский футболист, полузащитник; тренер.

## Биография
В 1999 году поступил в Першотравенскую футбольную академию. В 2002 году на одном из детско-юношеских турниров был замечен селекционерами клуба «Шахтёр» (Донецк), которые пригласили его в свою команду. В 12 лет Виталий переехал в Донецк. Во всех возрастных группах Виталий был капитаном. С 2008 года выступает за команду «Шахтёр-2» — дублирующий состав донецкого «Шахтёра». На юношеском чемпионате Европы 2009 Виталий сыграл всего один матч со сборной Словении, в котором получил травму и не смог продолжить дальнейшее выступление на турнире.
20 июня 2013 года перешёл в ФК «Севастополь» на правах аренды.
Виценец завершил карьеру футболиста в 25 лет. Игрок повесил бутсы на гвоздь из-за проблем с коленом и работал футбольным агентом. Летом 2017 года возобновил игровую карьеру в составе «Мариуполя», но в конце 2017 снова повесил бутсы на гвоздь.
В 2021 году стал тренером юношеской команды криворожского «Кривбасса». В июне 2022 года уволен из команды за «отсутствие проукраинской позиции». Переехал в Россию и в июле стал ассистентом Олега Кононова в тульском «Арсенале». 11 января 2023 года покинул клуб после отставки Олега Кононова.
В сезоне 2023 работал ассистентом Дмитрия Комбарова в клубе «Звезда» (Санкт-Петербург). В январе 2024 года вместе с Комбаровым перешёл в «Спартак-2». 16 июля 2025 года стал главным тренером в клубе «Леон Сатурн».

## Достижения
- Чемпион Украины: 2010/11
- Обладатель Кубка Украины: 2010/11
- Чемпион Европы среди юношей (до 19): 2009